# Yvonne Sandberg-Fries
Mai Yvonne Sandberg-Fries, född 14 oktober 1950 i Umeå, död 20 december 2020 i Nättraby distrikt i Blekinge län, var en svensk politiker.
Sandberg-Fries var mellan 1982 och 1996 riksdagsledamot för Socialdemokraterna, invald från Blekinge läns valkrets, och mellan 1995 och 2004 ledamot av Europaparlamentet. Hon invaldes 2006 i kommunstyrelsen i Karlskrona kommun. 2014 lämnade hon Socialdemokraterna och blev medlem i Miljöpartiet.
Hon var gift med Björn Fries.